# جرف الملحه
جرف الملحه (به فرانسوی: Jorf El Melha) یک منطقهٔ مسکونی در مراکش است که در استان سیدی قاسم واقع شده‌است.
 جرف الملحه  ۲۰٬۵۸۱ نفر جمعیت دارد و ۳۵ متر بالاتر از سطح دریا واقع شده‌است.